# غاري أرمسترونغ
غاري أرمسترونغ (بالإنجليزية: Gary Armstrong)‏ هو عداء سريع بريطاني، ولد في 9 أبريل 1952.

## وصلات خارجية
- غاري أرمسترونغ على موقع أوليمبيديا (الإنجليزية)
- غاري أرمسترونغ على موقع اللجنة الأولمبية البريطانية (الإنجليزية)